# Фетишизам
Израз фетиш потиче од француске речи fétiche, изведене од португалске речи feitiço („магија, чаролија”), која даље извире од латинског facticius („вештачки”) i facere („чинити”), а означава предмет за који се верује да поседује натприродне моћи или предмет који има моћ над другима. У суштини, фетишизам је приписивање инхерентне вредности или моћи предметима.
Фетиш може бити предмет, биљка, животиња и ствар којем особе одређеног краја или друштвене заједнице придају посебну особину поседовања натприродне моћи, па се посебно обожава и поштује. Као варијанте фетиша појављују се различите амајлије (предмет који штити или доноси срећу), средства за наношење зла (црна магија) као и тотеми, односно свети предмети обожавани само у одређеним заједницама. У психологији је фетиш предмет који представља замену за неку особу и објекат сексуалне жеље.
Фетишизам је магијско-религијско веровање у натприродну моћ материјалних предмета или живих бића. Они постају предмет обожавања, јер се верује да их људи могу умилостивити или умањити њихову разарајућу моћ приношењем жртве или слепим обожавањем. У психологији је фетишизам понашање које се доводи у везу са чином уживања у гледању или поседовању делова одеће или ствари коју је поседовала особа супротног пола. Такав предмет се обожава попут фетиша и у сексуалном задовољству замењује вољену особу.

## Историја
Концепт фетишизма је развијен у средњем веку када су га истраживачи користили за поређење западноафричких религија са магијским аспектима Старог Египта. Касније је социолог Огист Конт употребио концепт фетишизма у својој теорији о развоју религије посматрајући фетишизам као најранији (најпримитивнији) степен, који претходи политеизму и монотеизму.
Етнографија и антропологија међу фетише сврставају и неке предмете из монотеистичких религија. Свети Крст или освештана причест у неким облицима хришћанства се сматрају фетишима.
Поједини историчари религије 19. и 20. века сматрали су да је концепт фетишизма померио пажњу са односа између људи и Бога према односу између људи и материјалних предмета, што је омогућило заснивање лажних модела каузалитета природних догађаја, што представља централни историјски и друштвени проблем.

## Упражњавање
У теорији, фетишизам је присутан у свим религијама, али проучавање фетишизма у религији потиче из истраживања традиционалних веровања западне Африке, као и вудуа, који произилази из тих веровања. Уобичајени фетиши или њихови састојци према тим веровањима су крв, кости, крзно, канџе, перје, драго камење и кристали, вода са одређених места, одређене врсте биљака и дрвета.
Амерички староседеоци су користили фетише током упражњавања верских ритуала. На пример, медвед је представљао шамана, бизон снабдевача, планински лав је био ратник, а вук трагач.

## Облици фетишизма
У 19. веку представљене су две теорије фетишизма изван типичних религијских оквира. Прва је била израз Марксове идеје о роби као својеврсном самосталном бићу, које одређује судбину произвођача и диктира друштвене активности које исту ту робу производе. Друштвено својство робе изгледа њој као од природе дато, изван људи и њихових односа, слично фетишима у религији.
Друга теорија развија идеју француског психолога Бинеа о сексуалној привлачности према предмету уместо особи. Због тога се данас израз фетиш често погрешно поистовећује искључиво са сексуалним фетишем.
Мислиоци су наставили да развијају обе теорије и тако утицали на антрополошко разумевање фетишизма уопште.